# 狮头山登天步道
狮头山登天步道，建成于2009年（民国98年）5月，为台湾南投县集集镇东南方的登山步道，位于集集拦河堰之东侧。步道下为国家一级古迹开辟鸿荒与原浊水桥吊桥的旧桥礅，吊桥右侧的废弃国军营舍是狮头山登天步道的起点。

## 景点简介
狮头山登天步道始建于2006年（民国95年），集集鎮公所斥资2000多万台币打造，于2009年5月完工。登天步道标高342公尺，坡度接近90度。步道分为东西两侧，两侧都是木制阶梯，东侧有668阶，西侧有753阶，约半小时可以到达山顶。山顶地势较为平缓，设有一个小公园与观景台。在观景台中可以看到浊水溪两岸、集集拦河堰、集鹿大桥等景点，以及集集拦河堰下游长约2公里，由河水自然冲刷而成的「水雕峡谷」景观。

## 步道整修
登天步道所在地地质脆弱，每逢大雨后都有落石崩塌，导致步道损坏，同时木制步道自然腐化也造成损坏。集集镇公所曾多次对步道进行维修，例如公元2016年（民国105年）公所对步道进行为期半年的整修，于同年12月完成。但由于修缮工程浩大，集集镇公所多次维修的效果仍然有限。2017年4月12日行政院中部聯合服務中心邀请集集镇公所、交通部观光局、日月潭国家风景区管理处等单位共同召开对「狮头山登天步道」的修缮工程会议，协商改善措施，并于4月28日到现场勘查。日月潭國家風景區管理处处长洪維新已表示将对狮头山登天步道的受损程度进行整体评估，而后更换材质、强化结构。

## 图片集

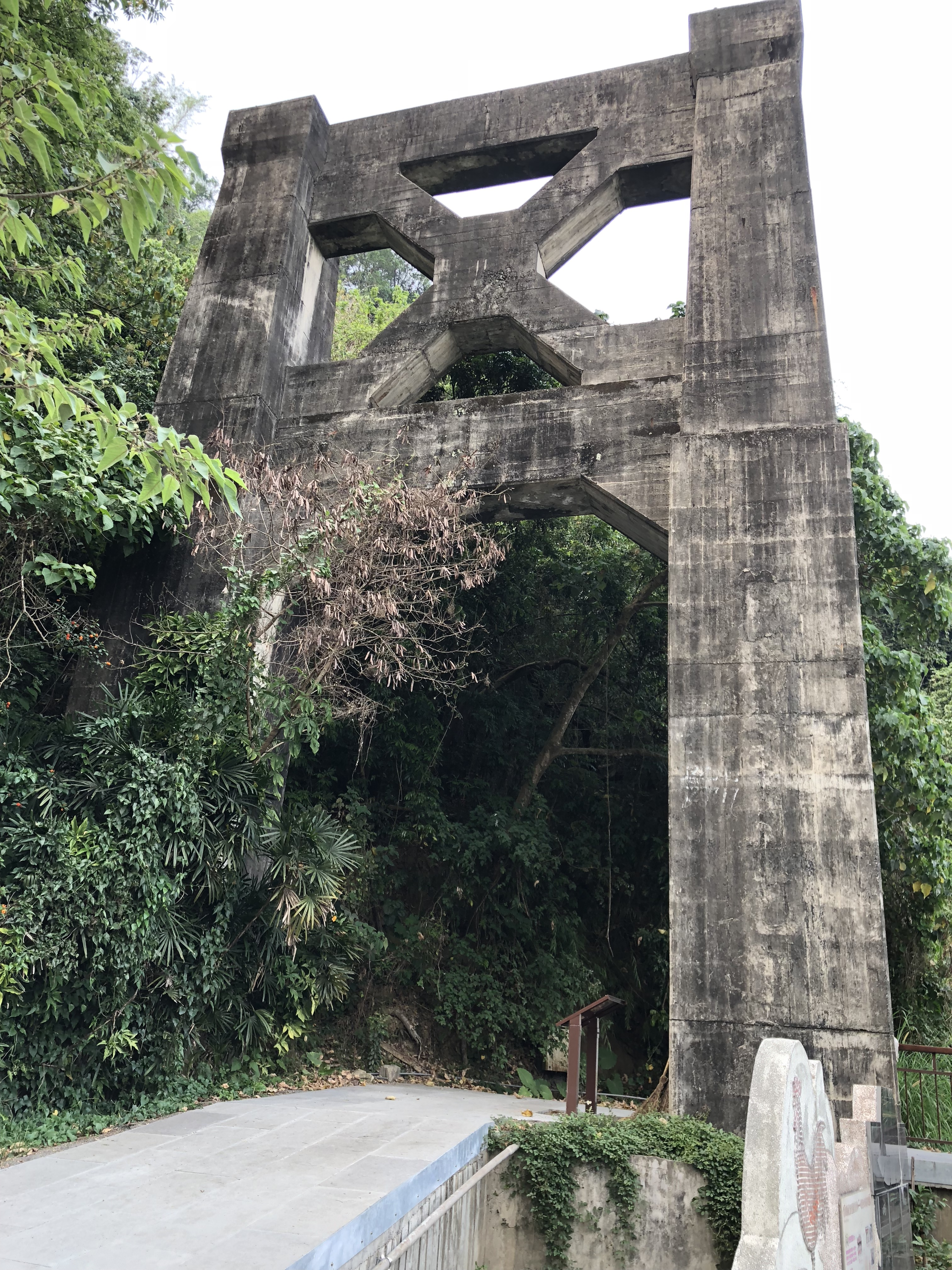
原浊水吊桥桥墩遗迹
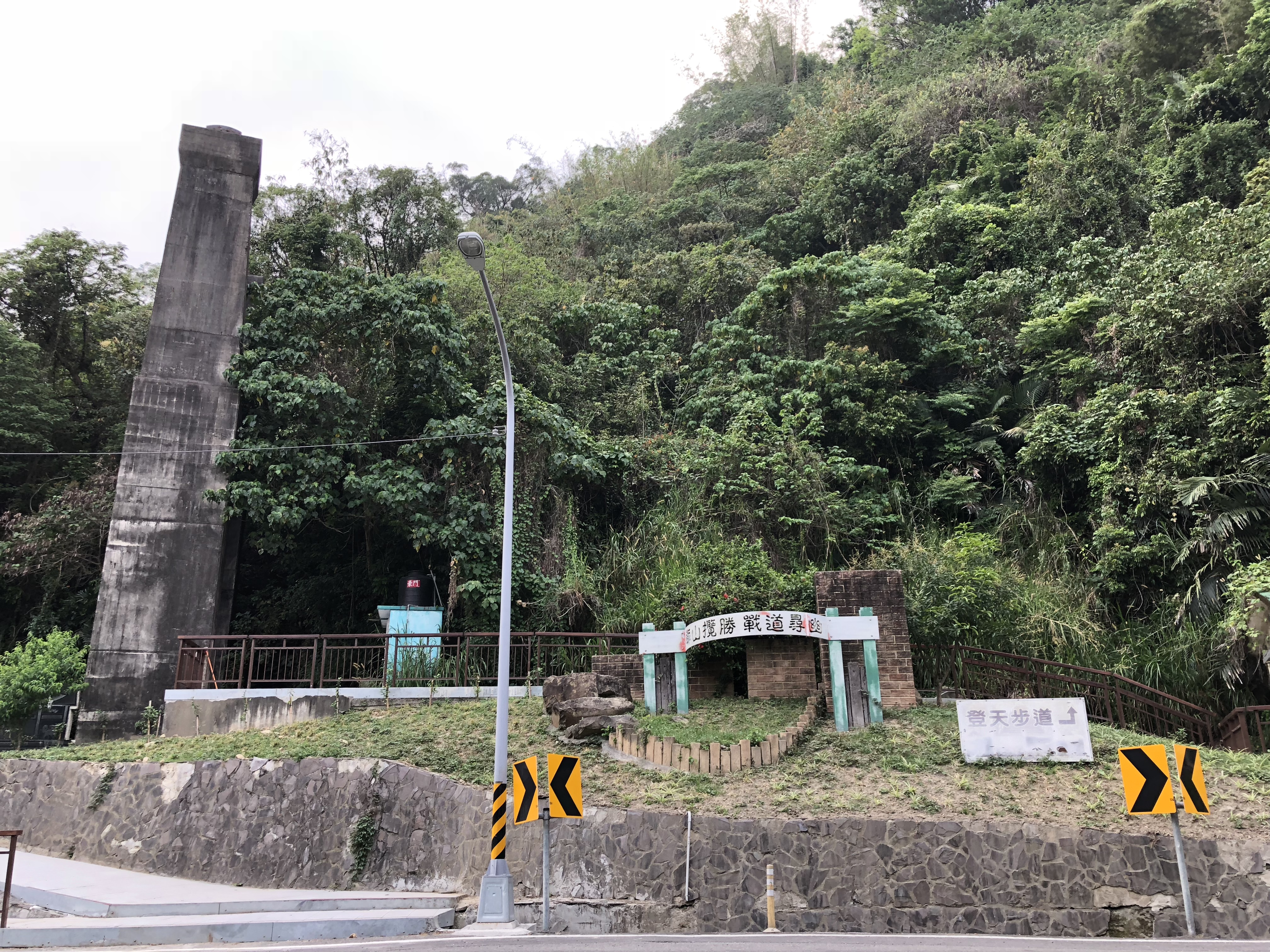
步道入口处远照
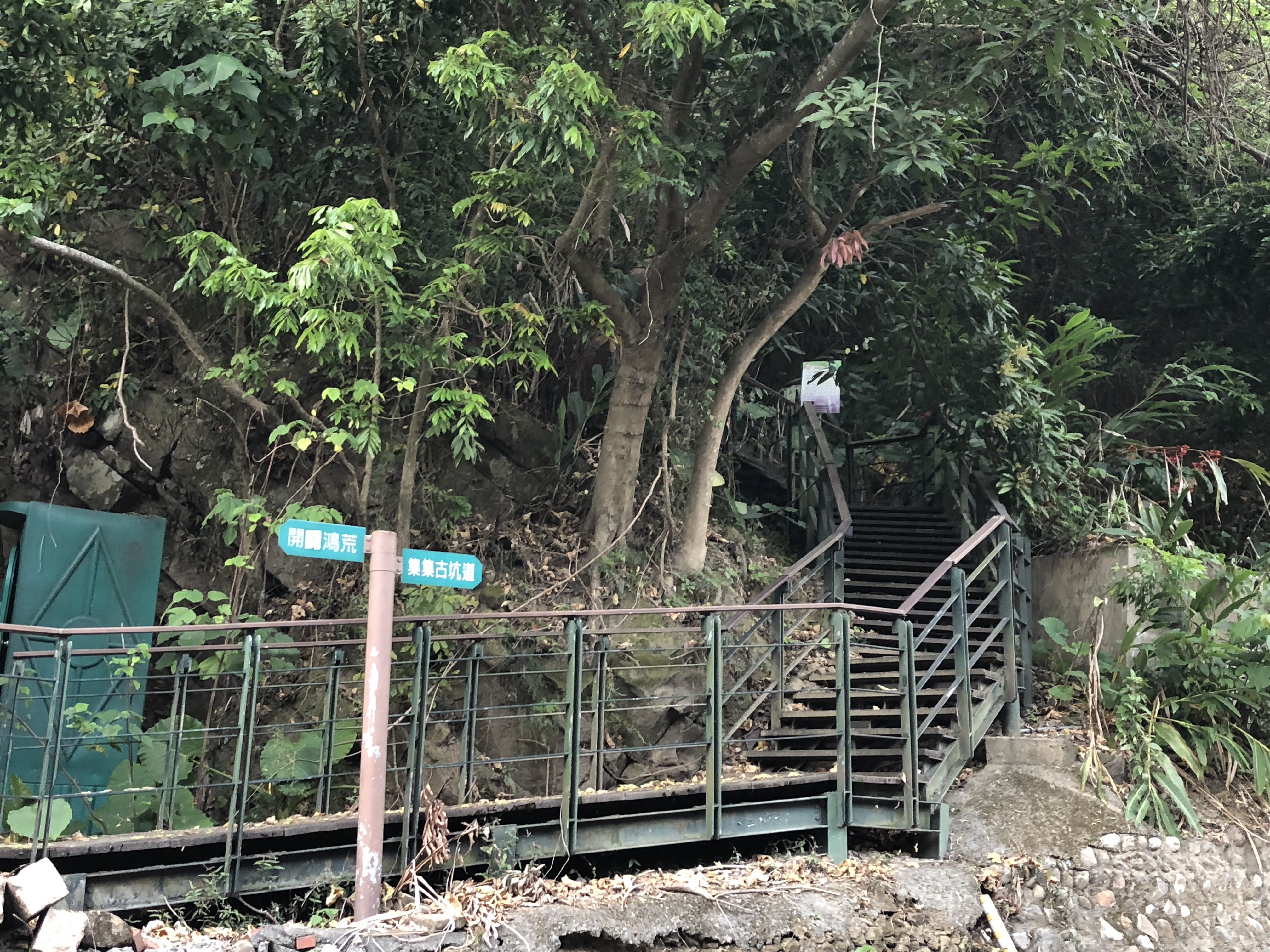
步道入口处近照
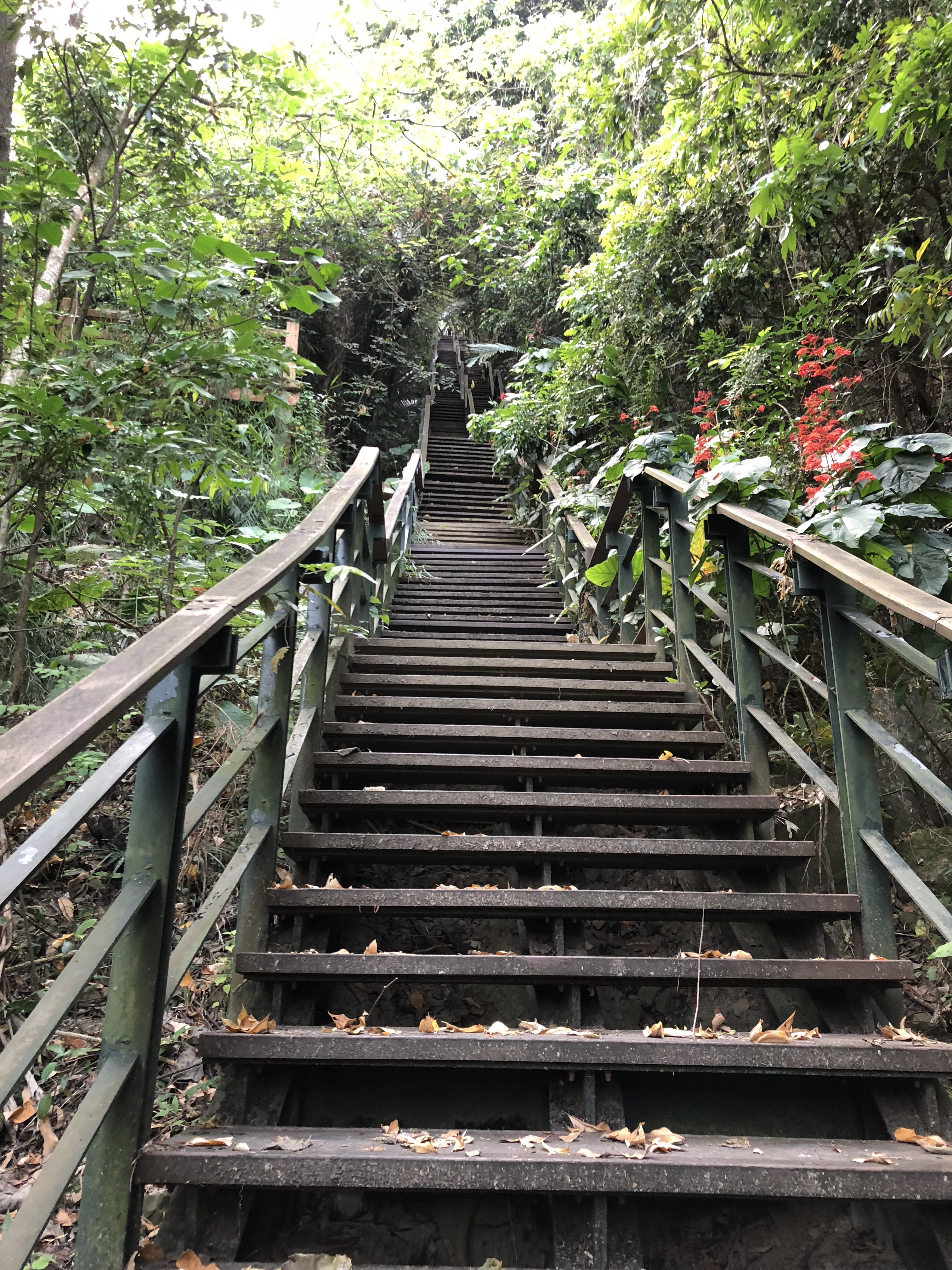
上山步道照
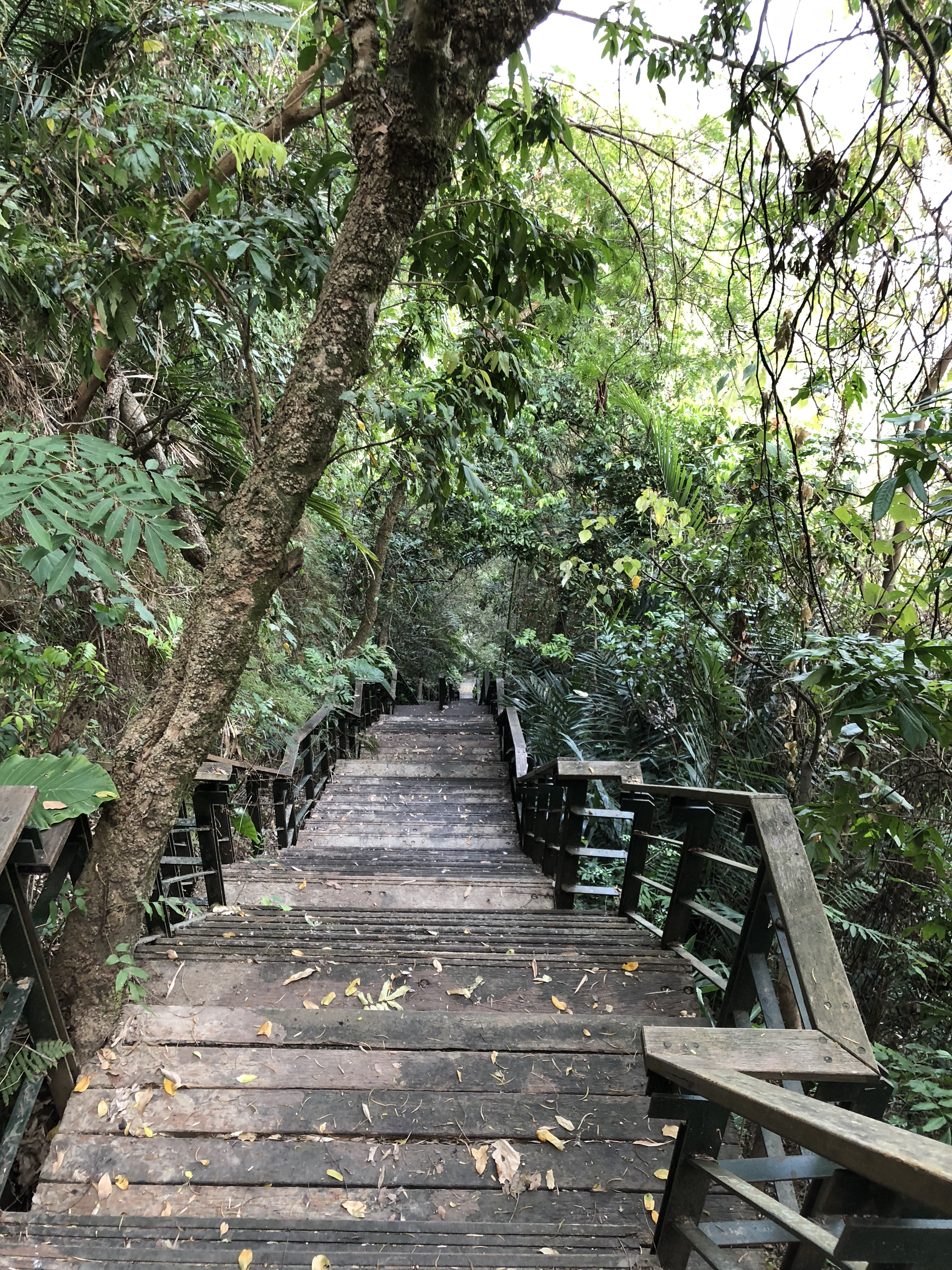
下山步道照
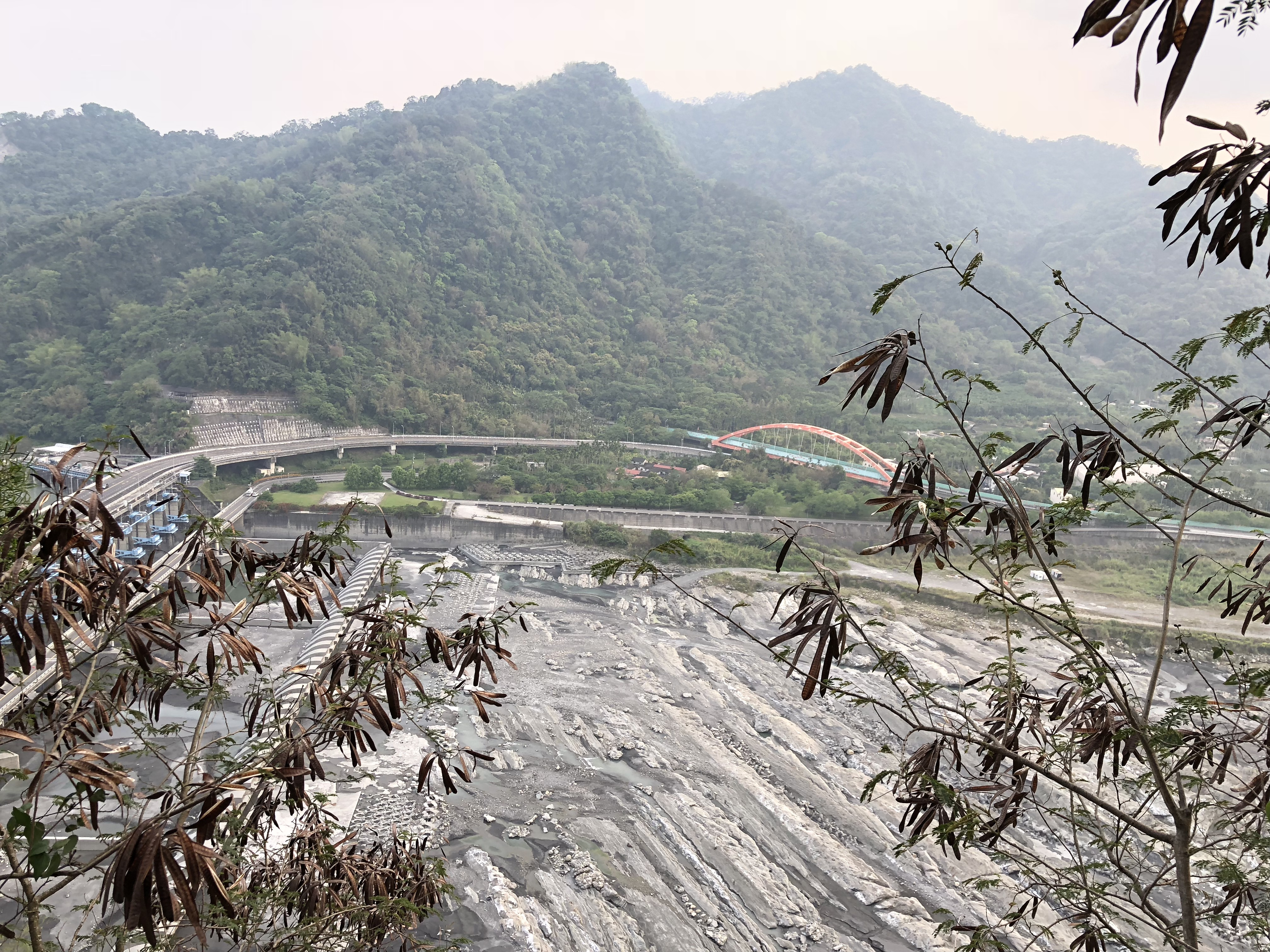
浊水溪以及集集拦河堰